# Rotbühelspitze
Die Rotbühelspitze ist ein 2853 m ü. A. (in der Schweiz: Rotbüelspitz, 2851 m ü. M.) hoher Berg in der Rotbühelspitzgruppe der Silvretta auf der Grenze zwischen dem Schweizer Kanton Graubünden und dem österreichischen Bundesland Vorarlberg.

## Lage
Die Rotbühelspitze erhebt sich zwischen Montafon und Prättigau. Der Talort im Norden heißt Gargellen und liegt in einem Hochtal des Montafons im Gemeindegebiet St. Gallenkirch, im Süden liegt Klosters. Die Rotbühelspitze ist Hauptgipfel und Namensgeber der Rotbühelspitzgruppe.

## Touren
Die Rotbühelspitze ist vor allem als Skitour beliebt. Die Tour wird sowohl im Sommer als auch im Winter mit 4,5 Stunden angegeben, Ausgangspunkt ist Gargellen, Ortsteil Vergalda. Von dort erreicht man den Gipfel durch das Wintertal.